# Szapporói hófesztivál

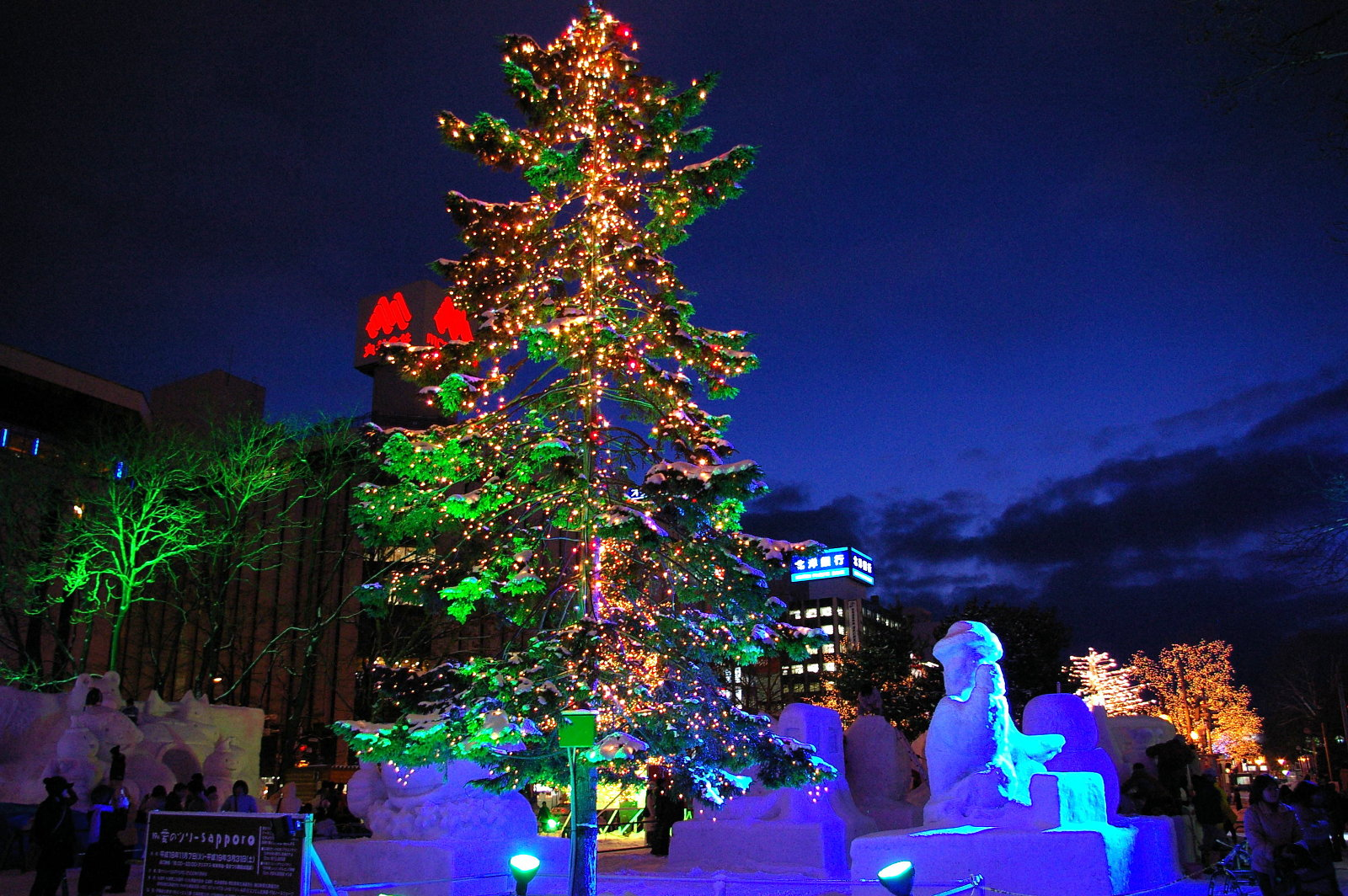
fesztivál látkép

A szapporói hófesztivál (さっぽろ雪まつり; Hepburn: Sapporo Yuki-matsuri, ’Szapporo Juki-macuri’) világhírnévre szert tett téli fesztivál. Minden év februárjában hét napon át rendezik meg a japán Szapporo városában. Jelenleg az Odori Park, Szuszukino és Cudome a helyszínek.

## Áttekintés

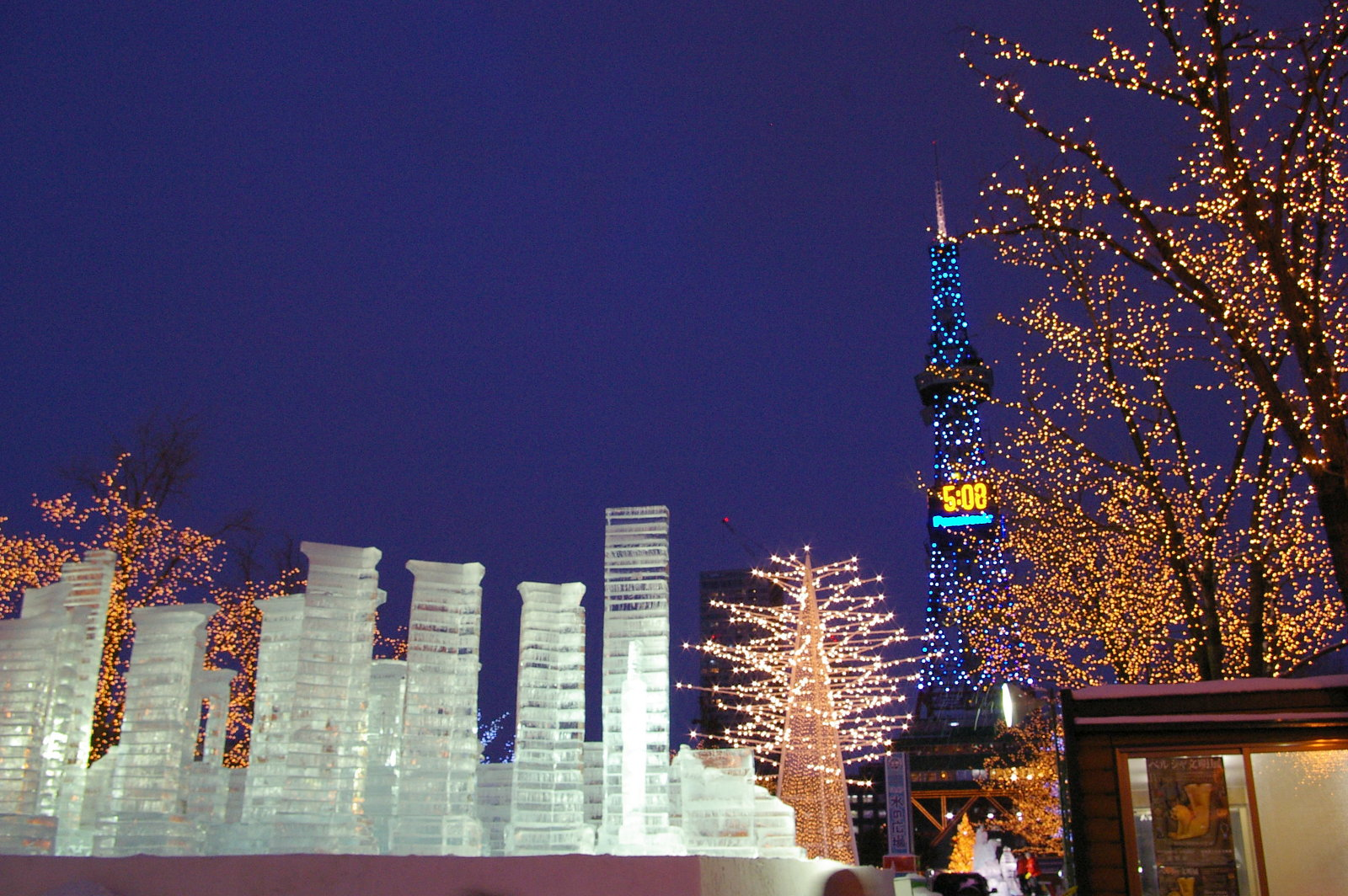
Szapporoi hófesztivál

A fesztivál Japán legnagyobb és legkülönlegesebb téli eseménye. Mintegy kétmillió látogató kíváncsi minden évben a hó- és jégszobrok százaira. A nemzetközi hószobrászverseny 1974 óta kerül megrendezésre.
Az alkotások témái egészen változóak. Jellemzően egy eseményt, híres épületet vagy személyt örökítenek meg. Látható volt már például Macui Hideki, híres baseballjátékos is. Számos színpadot is felépítenek, ahol zenés előadásokat tartanak. Hosszú hó- és jégcsúszkák emelik a vidám hangulatot. Helyi ételek Hokkaidó minden részéből kínálják magukat.
A szemlélődő számára legtökéletesebb hely az Odori TV tornya, ahonnan a kivilágított szobrok százait csodálhatják meg minden este.
A Szapporo Hófesztivál Múzeuma a Hicudzsigaoka kilátóhegyen található, Tojohira-kuban. A fesztivál történetéről található itt képes és írott emlékanyag.